# Radopole

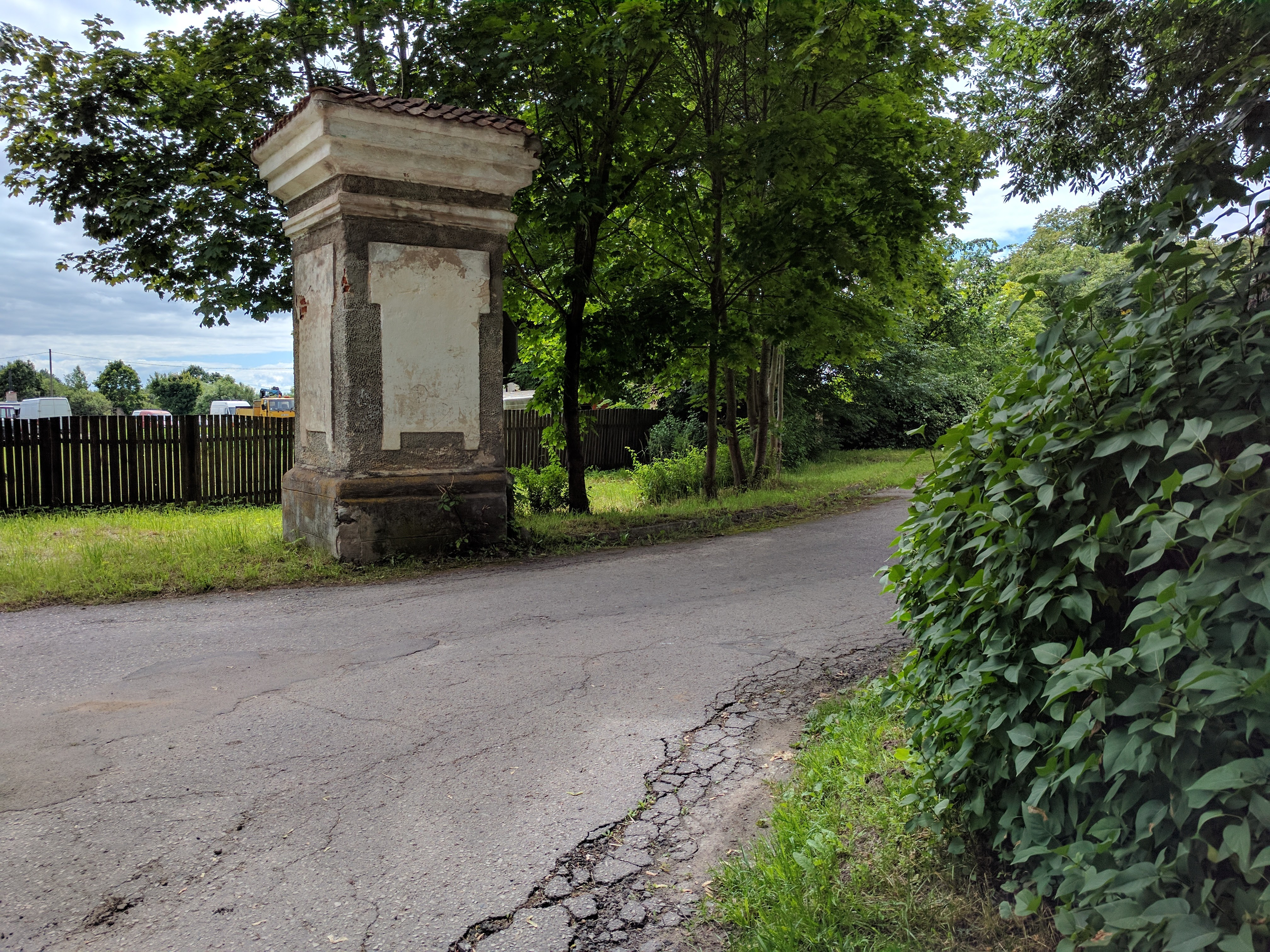
Pozostałości po bramie wjazdowej do folwarku

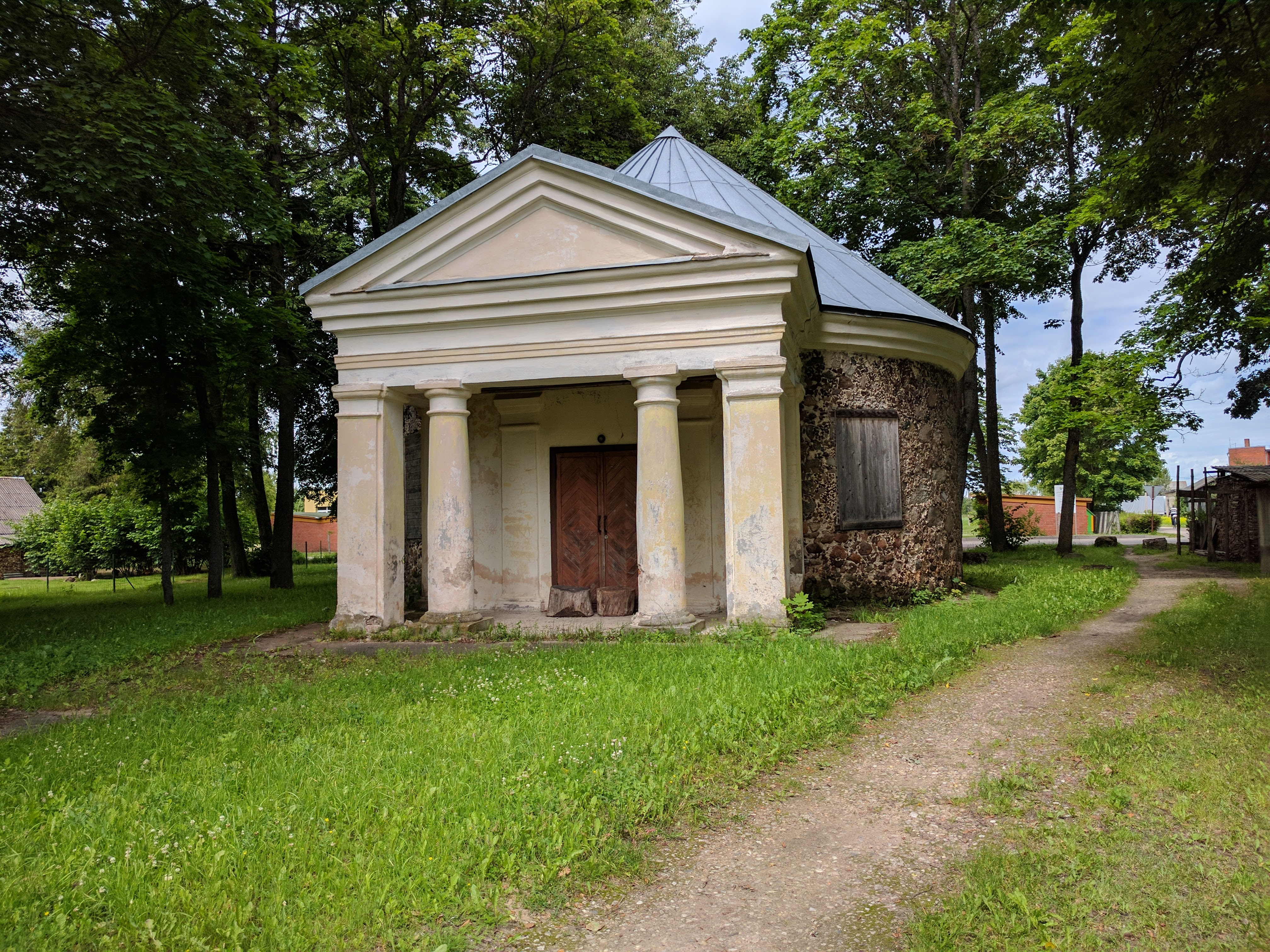
stara kaplica

Radopole (hist. pol. Radopol) – osada na Łotwie, w historycznej krainie Łatgalia w novadsie Rzeżyca, przy drodze regionalnej nr P58, około 5 km na południe od centrum miasta Viļāni (pol. Wielony). Niegdyś folwark należący do dóbr wielońskich, w latach 2009–2021 zaliczana do obszaru novadsu Viļāni.
W 1842 dwór w Wielonach kupił Wincenty Janowski, który wcześniej (w 1828) ożenił się z urodzoną w Radopolu Zofią Szczotkowską. Później, w II połowie XIX wieku, również Radopol przeszedł z rąk Szczotkowskich w ręce rodziny Janowskich. Na przełomie XIX i XX wieku do folwarku należało około 1005 dziesięcin skarbowych powierzchni (tj. ok. 1,1 tys. hektarów). Znajdowała się tu otoczona parkiem katolicka kaplica (filia wielońskiego kościoła parafialnego) przy której w latach 1757-1830 wznosił się klasztor bernardynów wielońskich.
W II połowie XX wieku w Radopole wybudowano osiedle pracowników Łatgalskiej Doświadczalnej Stacji Hodowlanej, znajdowała się tu biblioteka i sklep. 1 stycznia 2002 w Radopole mieszkało 368 osób. 
W pobliżu znajduje się niewielkie jezioro Radopole, wykorzystywane do celów rekreacyjnych.